# Дженкинс, Томми
Томми Дженкинс (англ. Tommie Earl Jenkins, родился 13 ноября 1965 г.) — американский актёр, музыкант и артист театра, известен благодаря озвучке персонажа Ubercorn в сериале «Go Jetters», роли Барри Белсона в мюзикле «Парни из Джерси» и главной роли Эллисона Пивни в сериале «Пандора».

## Личная жизнь
Дженкинс — уроженец Кантона, штат Огайо. Более двадцати лет жил в Великобритании. Вернулся в США в 2014 году.

## Карьера
Томми изначально учился на танцора классического балета. Он работал с Кантонским балетом в Огайо, Балетом Дулута в Миннесоте и Американским театром танца Элвина Эйли в Нью-Йорке. Он работал в многочисленных театральных постановках как танцор и актёр, а также как актёр кино и озвучивания. В 2016 году был номинирован на премию на 68-й церемонии вручения премии «Эмми» в прайм-тайм в категории выдающийся короткий документальный сериал или реалити-шоу за документальный фильм «Roots: A New Vision». В 2018 году снялся в роли Тома в фильме ирландского режиссёра и писателя Джона Батлера «Красавчик». В 2022 году сыграл роль Боба в фильме «Последний рейс», в том же году снялся в роли Майора Уокера в сериале от студии Netflix «Уэнздей».

## Фильмография
| Год      | Заголовок            | Роль        | Примечания                             |
| -------- | -------------------- | ----------- | -------------------------------------- |
| 2004     | «Очарование»         | Озвучивание |                                        |
| 2005 г.  | «Страна приливов»    | Исполнитель | Песня: «Wash Me in the Blood of Jesus» |
| 2012 год | «Гамбит»             |             |                                        |
| 2013     | «The Callback Queen» | Чак Райделл |                                        |
| 2018 год | «Красавчик»          | Том         |                                        |
| 2019 год | Меня зовут Долемайт  |             |                                        |
| 2022 год | «Последний рейс»     | Боб         |                                        |

## Телевидение
| Год           | Заголовок                               | Роль                     | Примечания                                     |
| ------------- | --------------------------------------- | ------------------------ | ---------------------------------------------- |
| 1996 год      | Спокойной ночи дорогая                  | Найлз                    | Эпизодическая роль                             |
| 2011 год      | Моби Дик                                | Моряк                    | две серии                                      |
| 2015-2020 гг. | Go Jetters                              | Ubercorn                 | Озвучка, 148 серий                             |
| 2016 год      | Roots: A New Vision                     | Рассказчик               | Специальный телевизионный документальный фильм |
| 2017 год      | Закон и порядок: Настоящее преступление | Репортер № 2             | 3 серии                                        |
| 2017 год      | Как избежать наказания за убийство      | Дональд                  | Эпизод: «Wes»                                  |
| 2017 год      | Главный госпиталь                       | Дин Полсон               | 2 серии                                        |
| 2018 год      | Для людей                               | Агент ФБР Стивен Тейт    | Эпизод: «First Inning»                         |
| 2019 год      | Политик                                 | Учитель                  | 5 серия 1 сезона                               |
| 2019 год      | Пандора                                 | Эллисон Пивни            | Главная роль, 9 серий                          |
| 2020 год      | Последнее слово                         | смотритель кладбища Рене | Английская версия, серия 6                     |
| 2020 год      | Любимцы Мидаса                          | Альфонсо, Диего Рокаль   | Английская версия, две серии                   |
| 2021 год      | Люпен                                   | Babakar                  | Английская версия, три серии                   |
| 2022 год      | Уэнздей                                 | Майор Уокер              | Повторяющаяся роль, три эпизода                |
| 2023 год      | Смерть в раю                            | Кентон Сили              | 8 серия 12 сезона                              |

## Награды и номинации
| Год      | Премия                                                 | Категория                  | Фильм/ТВ-шоу             | Полученные результаты |         |
| -------- | ------------------------------------------------------ | -------------------------- | ------------------------ | --------------------- | ------- |
| 2016 год | 69-я церемония вручения кинопремии Британской академии | Лучшая дошкольная анимация | Go Jetters               | Номинирован           |         |
| 2016 год | 2019 год                                               | Shacknews                  | Лучший актёр озвучивания | Death Stranding       | Выиграл |